# Casello idraulico di Castiglione della Pescaia
L'ex casello idraulico di Castiglione della Pescaia è un edificio situato a Castiglione della Pescaia. La sua posizione è lungo via del Porto Canale, di fianco al palazzo della Dogana.

## Storia
Il complesso architettonico fu costruito tra la fine del XVIII secolo e l'inizio del XIX secolo, a integrazione delle opere di bonifica dell'antico lago Prile che erano iniziate nei decenni precedenti sotto la direzione di Leonardo Ximenes e che avevano portato alla costruzione della Casa Rossa Ximenes, altro casello idraulico situato nell'immediato entroterra.
Oltre alle funzioni svolte di casello di bonifica, che doveva regolamentare l'afflusso delle acque alla foce del canale, il complesso ospitava anche in passato un magazzino di deposito del sale, che veniva lavorato presso le non lontane saline lorenesi.
Durante il XX secolo l'intero complesso venne dismesso, venduto a privati e suddiviso in più unità.

## Descrizione

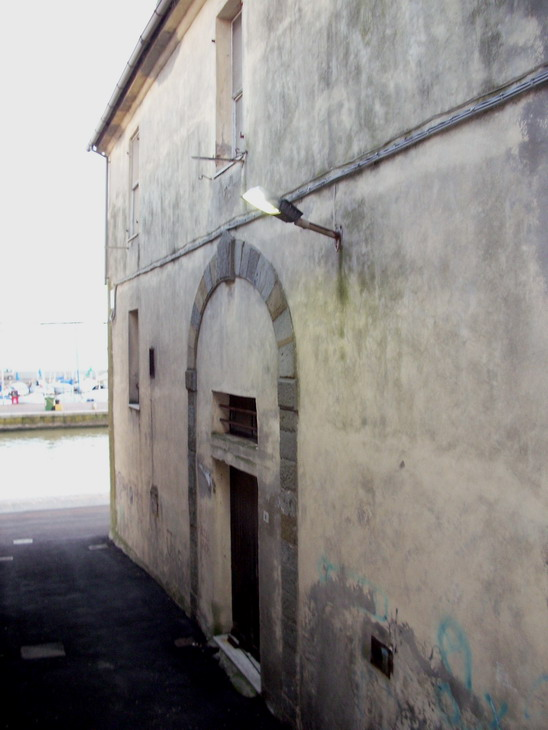
L'originario portone d'ingresso

Il casello idraulico si presenta a pianta quadrangolare, con l'originario portone d'ingresso ad arco, attualmente tamponato, che si apriva sul lato nascosto orientale.
Il complesso si articola su due livelli sul lato orientale e su parte di quello settentrionale, mentre il restante lato settentrionale, il lato occidentale e la porzione centrale di quello meridionale che volge verso il porto-canale si sviluppano su tre livelli, per la presenza di un piano superiore ricavato tra i due spioventi del sovrastante tetto di copertura.
Il suo aspetto è dovuto a vari rifacimenti effettuati durante il XX secolo, pur rimanendo distinguibile l'originario portone d'ingresso tamponato e piccole porzioni delle primitive strutture murarie lasciate parzialmente visibili sotto l'intonaco posticcio.